# Corsomyza gonucera
Corsomyza gonucera är en tvåvingeart som beskrevs av Hesse 1938. Corsomyza gonucera ingår i släktet Corsomyza och familjen svävflugor. Inga underarter finns listade i Catalogue of Life.